# Графське (Башкортостан)
Гра́фське (рос. Графское, башк. Графский) — присілок у складі Калтасинського району Башкортостану, Росія. Входить до складу Кельтеївської сільської ради.
Населення — 64 особи (2010; 134 у 2002).
Національний склад:
- росіяни — 54 %
- марійці — 30 %